# 복당

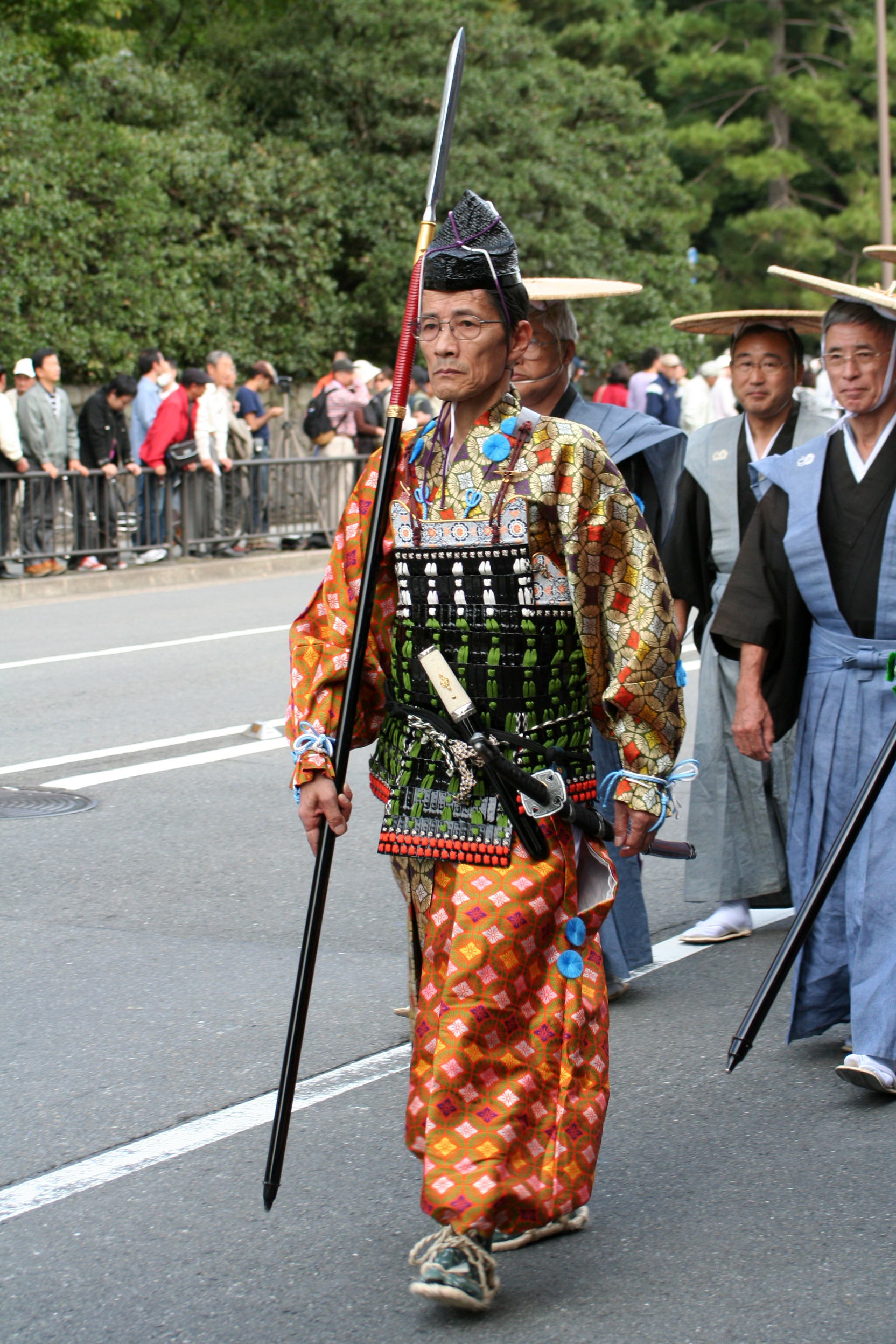

복당(일본어: 腹当 하라아테[*])은 일본 갑옷의 하나이다. 가마쿠라 시대에서 무로마치 시대에 이르는 시기의 일본 갑옷 가운데 가장 단순한 형태를 하고 있다. 경쾌한 복권이나 동환보다도 더 간단한 갑옷으로, 흉부와 복부를 덮는 몸통 갑옷에 작은 방어판을 좌우와 앞쪽에 달아놓은 것으로서 착용자의 몸통 전면 및 측면 일부만 보호하는 구조로 되어 있다.